# L'inganno felice

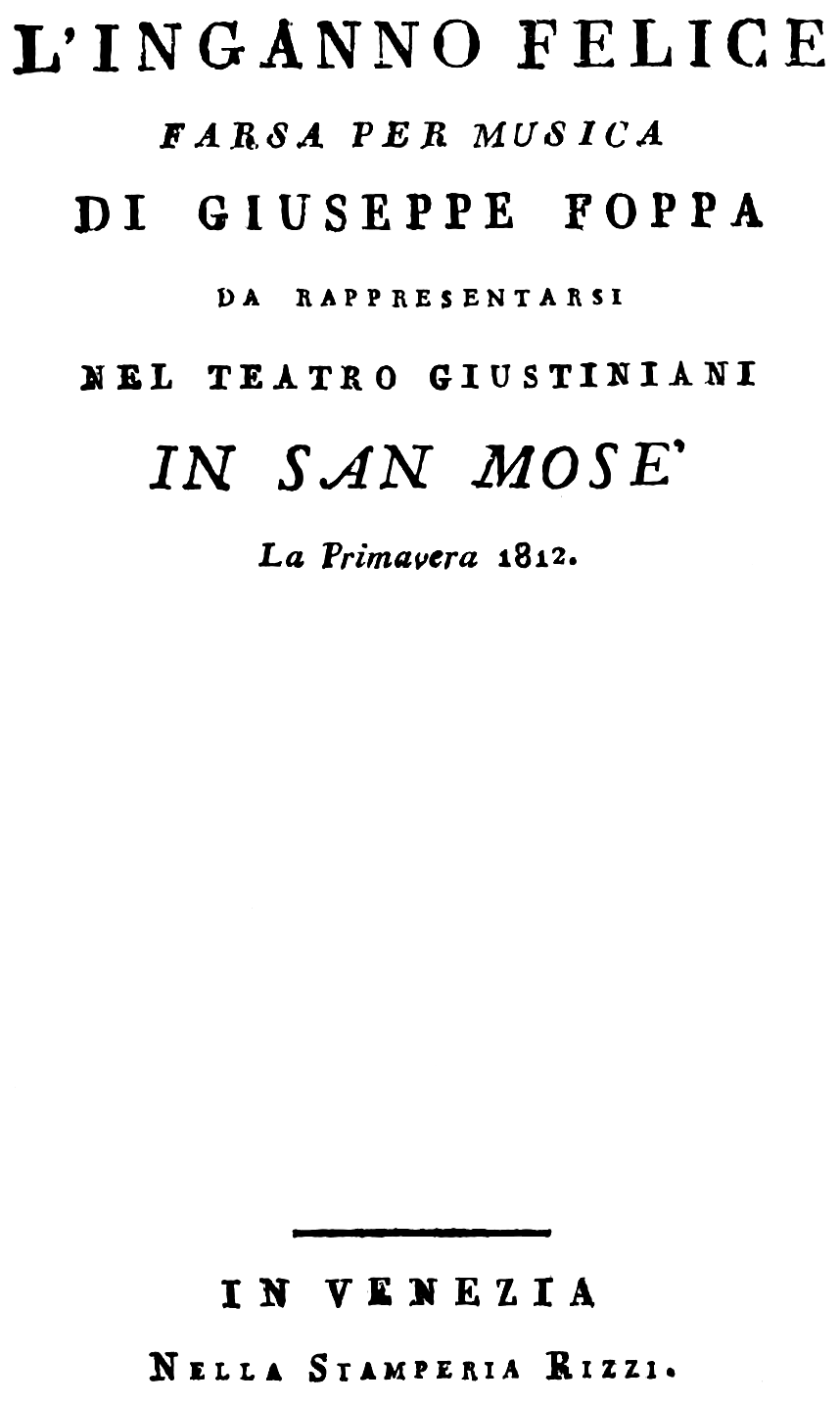
couverture

L'Heureux Stratagème
L'inganno felice (l'heureux stratagème, en français) est un opéra bouffe de Gioachino Rossini en un acte sur un livret de Giuseppe Maria Foppa, créé à Venise dans le théâtre San Moisè le 8 janvier 1812.
L'inganno felice fut le premier grand succès de Rossini. Stendhal, dans sa Vie de Rossini en parle ainsi: « Ici le génie éclate de toutes parts. Un œil exercé reconnaît sans peine, dans cet opéra en un acte, les idées mères de quinze ou vingt morceaux capitaux qui, plus tard ont fait la fortune des chefs-d'œuvre de Rossini. »

## Personnages
- Bertrando, un duc
- Isabella, sa femme
- Ormondo, un intime de Bertrando
- Batone, serviteur d'Ormondo
- Tarabotto, chef d'un groupe de mineurs

## Rôles
| Rôle           | Voix               | Distribution, 8 janvier 1812 (Chef : - ) |
| -------------- | ------------------ | ---------------------------------------- |
| Isabella       | soprano            | Teresa Giorgi-Belloc                     |
| Duca Bertrando | ténor              | Raffaele Monelli                         |
| Batone         | basse (ou baryton) | Filippo Galli                            |
| Tarabotto      | basse              | Luigi Raffanelli                         |
| Ormondo        | basse (ou baryton) | Vincenzo Venturi                         |

## Argument
Tarabotto, qui travaille dans une mine, se promène à la plage et découvre une femme, inconsciente, allongée par terre. Il la ramène chez lui pour l'aider et la fait passer pour sa nièce Nisa. Cette Nisa est en réalité Isabella, et elle s'en souvient lorsqu'une image du duc se retrouve parmi ses affaires. Elle révèle également la cause pour laquelle Tarabotto l'a découverte dans ce lamentable état : Ormondo, un ami du duc, qui lui faisait la cour, s'est vengé de son refus en la calomniant et la faisant finalement jeter dans la mer par Batone.
Par hasard, le duc passe par la mine avec son armée, et y rencontre Tarabotto et sa "nièce". Il est troublé par la ressemblance entre cette nièce et sa femme et souhaite lui parler. Isabelle n'ose pas encore révéler la vérité, car Ormondo est également parmi les soldats. Elle se contente de le prévenir qu'il faut se méfier de tout le monde. Ormondo, qui craint que cette nièce ne soit vraiment Isabella, soucieux de cacher son crime initial, essaie de la faire enlever mais échoue. Tarabatto et le duc, qui a été alerté, attrapent Ormondo lorsqu'il confesse son crime à son serviteur Batone. Enfin, Isabella apparaît avec l'habit qu'elle a porté le jour de l'agression.

## Enregistrements
| Année | Distribution: Isabella, Bertrando, Batone, Tarabotto                  | Chef, Opéra et Orchestre | Label                                    |
| ----- | --------------------------------------------------------------------- | --- | ---------------------------------------- |
| 1963  | Emilia Cundari, Ferdinado Jaccopucci, Paolo Montarsolo, Giorgio Tadeo | Carlo Franci, Alessandro Scarlatti Orchestra and Chorus or RAI Naples                                                          | Audio CD: ASdisc AS1001                  |
| 1996  | Annick Massis, Raúl Giménez, Rodney Gilfry, Pietro Spagnoli           | Marc Minkowski, Le Concert de l'Orchestre des Tuileries (Enregistrements des représentations au Théâtre de Poissy, 12-17 juin) | Audio CD: ERATO Cat: 0630 17579-2        |
| 2005  | Corinna Mologni, Kenneth Tarver, Marco Vinco, Lorenzo Regazzo         | Alberto Zedda, Brno Chamber Soloists (Enregistrements des représentations au Kurtheater, Wildbad, Juillet)                     | Audio CD: Naxos Records Cat: 8.660233-34 |